# Phymatoniscus tuberculatus
Phymatoniscus tuberculatus là một loài chân đều trong họ Trichoniscidae. Loài này được Racovitza miêu tả khoa học năm 1907.